# Apogon doederleini
 Apogon doederleini és una espècie de peix de la família dels apogònids i de l'ordre dels perciformes.

## Morfologia
Els mascles poden assolir els 14 cm de longitud total.

## Distribució geogràfica
Es troba des del sud del Japó fins a Taiwan i des de l'Austràlia subtropical fins a Nova Caledònia i les Illes Kermadec.